# Miguel Ángel Fernández (ciclista)
Miguel Ángel Fernández Ruiz (Santander, Cantabria, 21 de marzo de 1997) es un ciclista profesional español que compite con el Equipo Kern Pharma.

## Biografía
Miguel Ángel comenzó a andar en bicicleta a los dos años y luego participó en sus primeras carreras a los cuatro años, en competiciones escolares. También practicó fútbol y tenis durante su juventud, antes de dedicarse de lleno al ciclismo.
En las categorías juveniles, corrió en el club GD Luyma. Buen velocista, ganó doce carreras entre los cadetes (15-16 años) y catorce entre los júniors (17-18 años). Luego corrió con el nuevo equipo de Aldro, dirigido por Manolo Saiz. En sus dos primeras temporadas sub-23, obtuvo una victoria y varios reconocimientos entre los aficionados. También se destacó en 2017 entre los profesionales al lograr el séptimo puesto en la Vuelta a La Rioja, con los colores de una selección española.
En 2018 y 2019 corrió en el club vasco Baqué-Ideus-BH, con el que ganó cinco veces. En 2020 probó suerte a nivel continental uniéndose al conjunto Gios-Kiwi Atlántico. Al año siguiente, volvió a al nivel amateur en el club gallego Vigo-Rías Baixas.

## Palmarés
2023
- 1 etapa de la Tropicale Amissa Bongo

## Equipos
- Gios Kiwi Atlántico (2020)
- Global 6 Cycling (2022)
- Burgos-BH (stagiaire) (08.2022-12.2022)
- Burgos-BH (2023)
- Equipo Kern Pharma (2024-)